# Record d'Europe de natation messieurs du 50 mètres nage libre

## Bassin de 50 mètres
| Temps     |    | Athlète            | Naissance | Âge | Nationalité                       | Compétition                                  | Lieu                | Date            |
| --------- | -- | ------------------ | --------- | --- | --------------------------------- | -------------------------------------------- | ------------------- | --------------- |
| 23 s 70   | RM | Klaus Steinbach    | 1953      | 27  | Allemagne de l'Ouest              |                                              | Fribourg-en-Brisgau | 23 juillet 1979 |
| -----     |    |                    |           |     |                                   |                                              |                     |                 |
| 22 s 74   |    | Jörg Woithe        | 1963      | 19  | Allemagne de l'Est                | Championnats de France                       | Toulouse            | 18 mars 1982    |
| 22 s 52   | RM | Dano Halsall       | 1963      | 22  | Suisse                            | Championnats de Suisse                       | Bellinzona          | 21 juillet 1985 |
| 22 s 47   |    | Jörg Woithe        | 1963      | 24  | Allemagne de l'Est                | Duel Allemagne de l'Ouest/Allemagne de l'Est | Munich              | 28 août 1987    |
| 22 s 33   |    | Nils Rudolph       | 1965      | 26  | Allemagne                         | Championnats d'Europe                        | Athènes             | 24 août 1991    |
| 22 s 31   |    | Alexander Popov    | 1971      | 21  | Communauté des États indépendants | Mare Nostrum                                 | Canet-en-Roussillon | 30 mai 1992     |
| 22 s 21   |    | Alexander Popov    | 1971      | 21  | Communauté des États indépendants | Jeux olympiques (s)                          | Barcelone           | 30 juillet 1992 |
| 21 s 91   |    | Alexander Popov    | 1971      | 21  | Communauté des États indépendants | Jeux olympiques (f)                          | Barcelone           | 30 juillet 1992 |
| 21 s 64   | RM | Alexander Popov    | 1971      | 29  | Russie                            | Championnats de Russie (tt)                  | Moscou              | 16 juin 2000    |
| 21 s 50   | RM | Alain Bernard      | 1983      | 24  | France                            | Championnats d'Europe (d)                    | Eindhoven           | 23 mars 2008    |
| 21 s 38   |    | Amaury Leveaux     | 1985      | 22  | France                            | Championnats de France                       | Dunkerque           | 26 avril 2008   |
| 20 s 94 , |    | Frédérick Bousquet | 1981      | 28  | France                            | Championnats de France (f)                   | Montpellier         | 26 avril 2009   |

## Bassin de 25 mètres
| Temps   |    | Athlète            | Naissance | Âge | Nationalité        | Compétition               | Lieu          | Date             |
| ------- | -- | ------------------ | --------- | --- | ------------------ | ------------------------- | ------------- | ---------------- |
| 22 s 04 |    | Dano Halsall       | 1963      | 23  | Suisse             |                           | Saint-Paul    | 29 décembre 1987 |
| 22 s 04 |    | Nils Rudolph       | 1965      | 25  | Allemagne de l'Est |                           | Bonn          | 11 février 1990  |
| 21 s 76 |    | Nils Rudolph       | 1965      | 25  | Allemagne de l'Est |                           | Bonn          | 11 février 1990  |
| 21 s 72 |    | Mark Foster        | 1970      | 23  | Royaume-Uni        | Coupe du monde            | Gelsenkirchen | 14 février 1993  |
| 21 s 60 | RM | Mark Foster        | 1970      | 23  | Royaume-Uni        | Coupe du monde            | Sheffield     | 17 février 1993  |
| 21 s 50 | RM | Alexander Popov    | 1971      | 23  | Russie             |                           | Gênes         | 13 mars 1994     |
| 21 s 48 | RM | Mark Foster        | 1970      | 28  | Royaume-Uni        | Championnats d'Europe (s) | Sheffield     | 13 décembre 1998 |
| 21 s 31 | RM | Mark Foster        | 1970      | 28  | Royaume-Uni        | Championnats d'Europe (f) | Sheffield     | 13 décembre 1998 |
| 21 s 24 |    | Mark Foster        | 1970      | 31  | Royaume-Uni        | Coupe du monde            | Berlin        | 21 janvier 2001  |
| 21 s 13 | RM | Mark Foster        | 1970      | 31  | Royaume-Uni        | Coupe du monde (f)        | Paris         | 28 janvier 2001  |
| 21 s 10 | RM | Frédérick Bousquet | 1981      | 23  | France             | Championnats NCAA (f)     | East Meadow   | 25 mars 2004     |
| 20 s 93 | RM | Stefan Nystrand    | 1981      | 26  | Suède              | Coupe du monde (f)        | Berlin        | 18 novembre 2007 |
| 20 s 81 | RM | Duje Draganja      | 1983      | 25  | Croatie            | Championnats du monde (f) | Manchester    | 11 avril 2008    |
| 20 s 80 |    | Amaury Leveaux     | 1985      | 23  | France             | Championnats d'Europe (s) | Rijeka        | 11 décembre 2008 |
| 20 s 48 | RM | Amaury Leveaux     | 1985      | 23  | France             | Championnats d'Europe (d) | Rijeka        | 11 décembre 2008 |
| 20 s 26 | RM | Florent Manaudou   | 1990      | 24  | France             | Championnats du monde (f) | Doha          | 5 décembre 2014  |